# 테드 래소
《테드 래소》(영어: Ted Lasso)는 애플 TV+에서 2020년 8월부터 방영된 미국의 스포츠 코미디 드라마이다.

## 출연
- 제이슨 수데이키스
- 제러미 스위프트
- 브렛 골드스타인
- 브랜든 헌트
- 주노 템플